# Anaphes splendens
Anaphes splendens är en stekelart som beskrevs av Meunier 1901. Anaphes splendens ingår i släktet Anaphes och familjen dvärgsteklar. Inga underarter finns listade i Catalogue of Life.